# Tassin-la-Demi-Lune
Tassin-la-Demi-Lune is een gemeente in de Franse Métropole de Lyon (regio Auvergne-Rhône-Alpes). De plaats maakt deel uit van het arrondissement Lyon. Tassin-la-Demi-Lune telde op 1 januari 2022 22.819 inwoners.

## Geografie
De oppervlakte van Tassin-la-Demi-Lune bedroeg op 1 januari 2022 7,79 vierkante kilometer; de bevolkingsdichtheid was toen 2.929,3 inwoners per km².

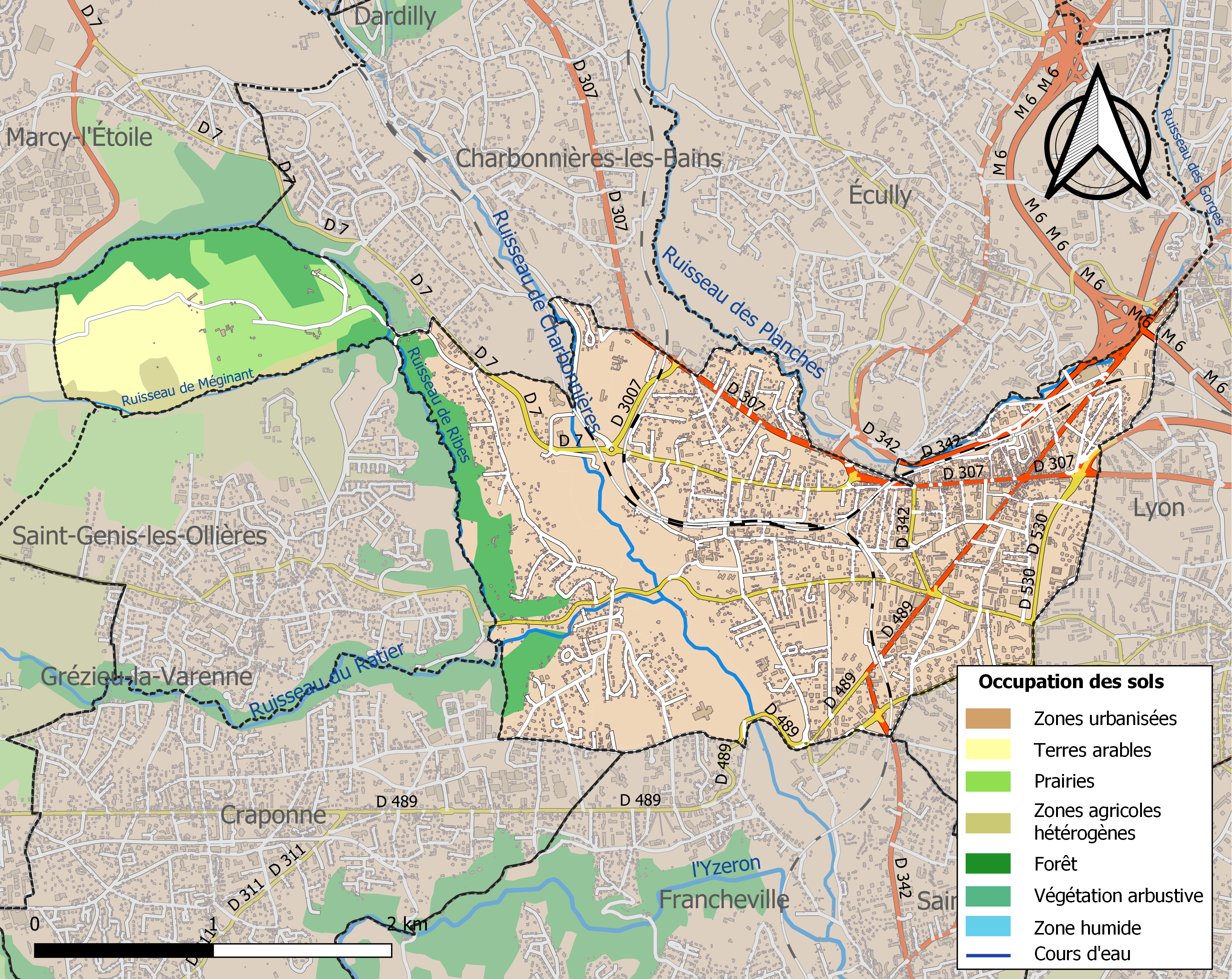
Kaart van de gemeente met de belangrijkste infrastructuur, bodemgebruik en omliggende gemeenten

## Verkeer en vervoer
In de gemeente liggen de spoorwegstations Tassin en Écully-la-Demi-Lune.

## Demografie
Onderstaande figuur toont het verloop van het inwonertal (bron: INSEE-tellingen).